# مدهوبالا
مدهوبالا (انگلیسی: Madhubala؛ ۱۴ فوریهٔ ۱۹۳۳ – ۲۳ فوریهٔ ۱۹۶۹) با نام اصلی ممتاز جهان دهلوی یک هنرپیشه زن اهل هند بود. وی از پتهان‌های هند (پشتون هندوستان) است وی بین سال‌های ۱۹۴۲ تا ۱۹۶۴ میلادی فعالیت می‌کرد.
وی که بازیگری را از سن ۹ سالگی (۱۹۴۲ میلادی) شروع کرده بود تا سال ۱۹۶۴ در بیش از هفتاد فیلم سینمایی نقش‌آفرینی کرده است.
از جمله فیلم‌هایی که او در آن بازی کرده است می‌توان به مغل اعظم اشاره کرد.

## عشق و ازدواج
اولین رابطه مدهوبالا با همبازی اش، پرم نات در فیلم انتقام سال ۱۹۵۱ بود. آنها به مدت شش ماه با هم رابطه داشتند اما به دلیل اختلافات مذهبی از هم جدا شدند و تصمیم گرفتند تا دوست معمولی باقی بمانند. اما با این وجود تا پایان عمر با مدهوبالا و پدرش عطاالله خان نزدیک بود. درهمان سال مدهوبالا عاشقانه‌ای را با بازیگر مسلمان دیلیپ کومار (با نام اصلی محمد یوسف خان)، که قبلاً در ست فیلمبرداری جزر و مد (فیلم ۱۹۴۴) (اولین فیلم دیلیپ کومار) ملاقات کرده بود، آغاز کرد. در واقع آن دو در سال ۱۹۴۴ همدیگر را ملاقات کرده بودند اما فرصت صحبت نیافتند. این آشنایی سر ست فیلمبرداری فیلم ترانه۱۹۵۱ شکل گرفت. رابطه آنها در طول دهه مورد توجه رسانه‌ها قرار گرفت. این رابطه عاشقانه تأثیر مثبتی بر زندگی مدهوبالا داشت و دوستانش چند سال بعد را به عنوان شادترین سال زندگی او به یاد می‌آورند.
رابطه آنها پیشرفت کرد و مدهوبالا و دیلیپ نامزد کردند اما نتوانستند ازدواج کنند زیرا عطاالله خان، پدر مدهوبالا با دیلیپ اختلافاتی داشت. خان می‌خواست دیلیپ و مدهوبالا تمام فیلم‌ها را دراستدیو بمبئی ضبط کنند اما این کار میسر نبود. کومار در بیوگرافی که از خود به اشتراک گذاشت عنوان کرد که برخلاف تصور رایج، پدر مدهوبالا (عطاالله خان)، مخالف پیوند آنها نبوده، اما درعوض می‌خواست این ازدواج را به یک سرمایه‌گذاری تجاری تبدیل کند که موفق نشد. همچنین طبق منابعی، دیلیپ که با خان اختلاف داشت به مدهوبالا گفته بود که اگردوست دارد او شوهرش باشد باید رابطه خود را با خانواده اش قطع کند. در اینصورت دیلیپ حاضر است با او ازدواج کند. مدهوبالا در قبول این پیشنهاد دو دل بود زیرا شخصیت مذهبی داشت و به شدت به پدرش عطاالله خان وابسته بود. مدهوبالا و دیلیپ کومار در سال ۱۹۵۷ طی حواشی پرونده شکایت علیه پدر مدهوبالا بر سر تولید فیلم (عصر جدید (فیلم ۱۹۵۷)) رسماً جدا شدند. دیلیپ علیه او و خان در دادگاه شهادت داد، که این موضوع احساسات مدهوبالا را ویران کرد. در همان سال، مدهوبالا توسط سه نفر از همبازی‌هایش پیشنهاد ازدواج گرفت: بهارات بوشان که همسرش مرده بود، پرادیپ کومار و کیشور کومار، هر دو که قبلاً ازدواج کرده بودند.
مادوبالا در ست فیلمبرداری فیلم (آنچه که حرکت می‌کند یک ماشین است)، دوستی خود را با کیشور کومار، همبازی دوران کودکی‌اش و دوستش روما گوها تاکورتا، همسر سابقش شروع کرد. پس از یک خواستگاری دو ساله، مادوبالا در ۱۶ اکتبر ۱۹۶۰ با کیشورکومار ازدواج کرد. اما ازدواجشان موفق نبود زیرا اختلافاتی داشتند.

## فیلم‌شناسی
فهرست برخی از فیلم‌هایی که مدهوبالا در آن‌ها به ایفای نقش پرداخته است:
- مغل اعظم
- آنچه که حرکت می‌کند یک ماشین است
- شب بارانی
- خانم و آقای ۵۵
- نیلوفر آبی
- دو استاد
- بلیط نیم‌بها
- دوست‌پسر
- جاویدان
- بهار
- سنگ‌دل
- شعله
- پل هوراه
- بی‌گناه
- چیتور ویجی
- انسان بیدار
- جومرو
- ملکه قلب‌ها
- آرام
- آرمان
- روزهای زیادی گذشت